# Aculus helianthemi
Aculus helianthemi är ett spindeldjur som först beskrevs av Roivainen 1950. Aculus helianthemi är ett kvalster som ingår i släktet Aculus och familjen Eriophyidae. Arten är reproducerande i Sverige.